# محوطه تاریخی و فرهنگی بیستون

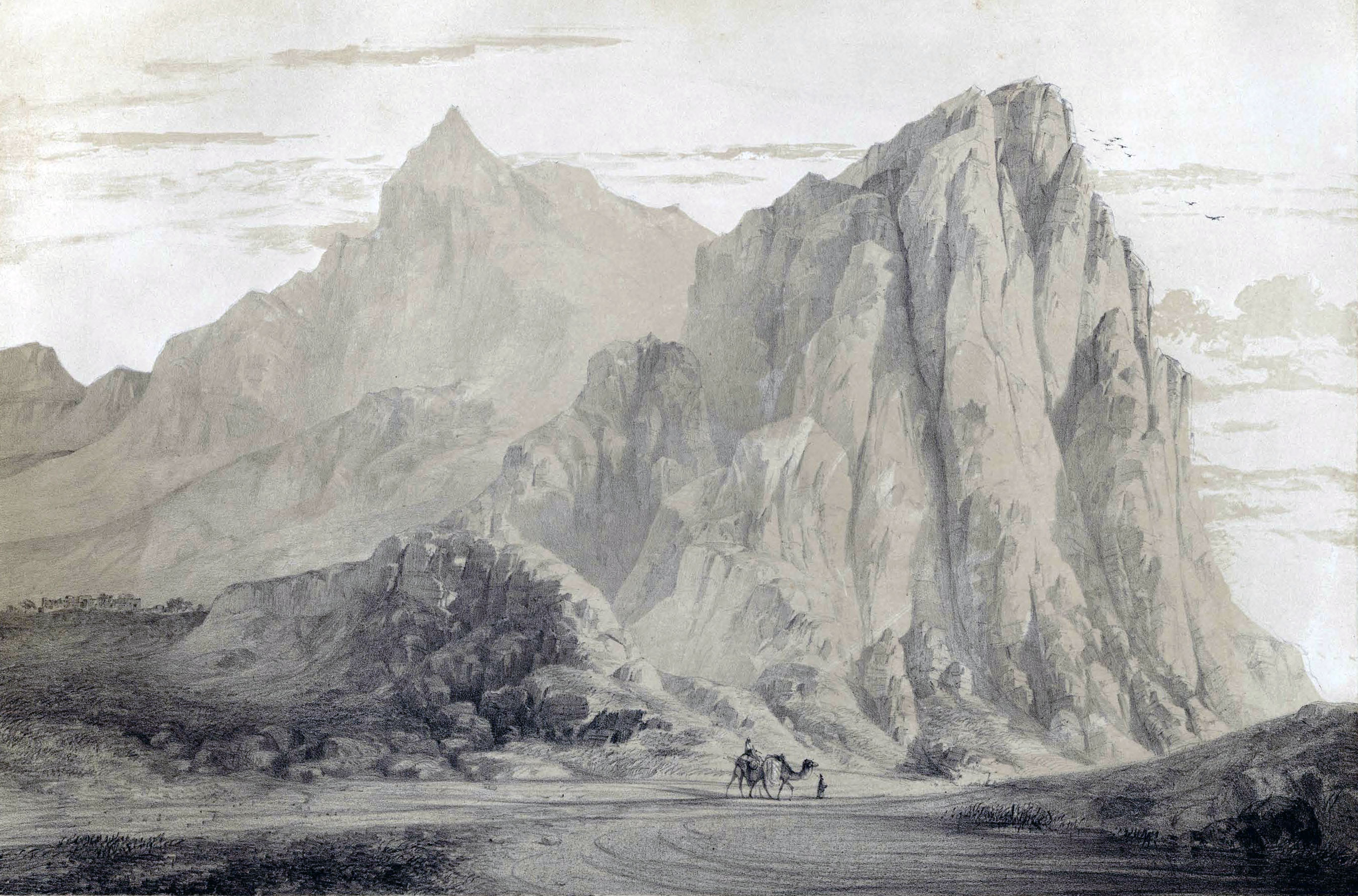
چشم‌اندازی از کوه بیستون و راه کنار آن، اثر اوژن فلاندن (۱۸۴۰)

محوطه تاریخی و فرهنگی بیستون (که با نام محوطه بیستون در فهرست آثار ملی ایران به ثبت رسیده‌است) یک سایت تاریخی و باستان‌شناسی مربوط به دوره‌های گوناگون تاریخی پیش از اسلام، پس از اسلام و همچنین دوره پیشاتاریخی است. محوطه تاریخی و فرهنگی بیستون در دامنه کوه بیستون در شهر بیستون و در کنار راه باستانی و کهن کرمانشاه به همدان جای گرفته‌است. این مجموعه تاریخی و فرهنگی در تاریخ ۷ مهر ۱۳۸۱ با شمارهٔ ثبت ۶۴۶۳ به‌عنوان یکی از آثار ملی ایران به ثبت رسیده‌است.
تاکنون ۲۸ اثر از آثار تاریخی کوه بیستون در فهرست آثار ملی ایران و ۱۳ اثر همراه سنگ‌نبشته بیستون در ۸ ژوئیه ۲۰۰۵ در فهرست میراث جهانی یونسکو به ثبت جهانی رسیده‌اند.

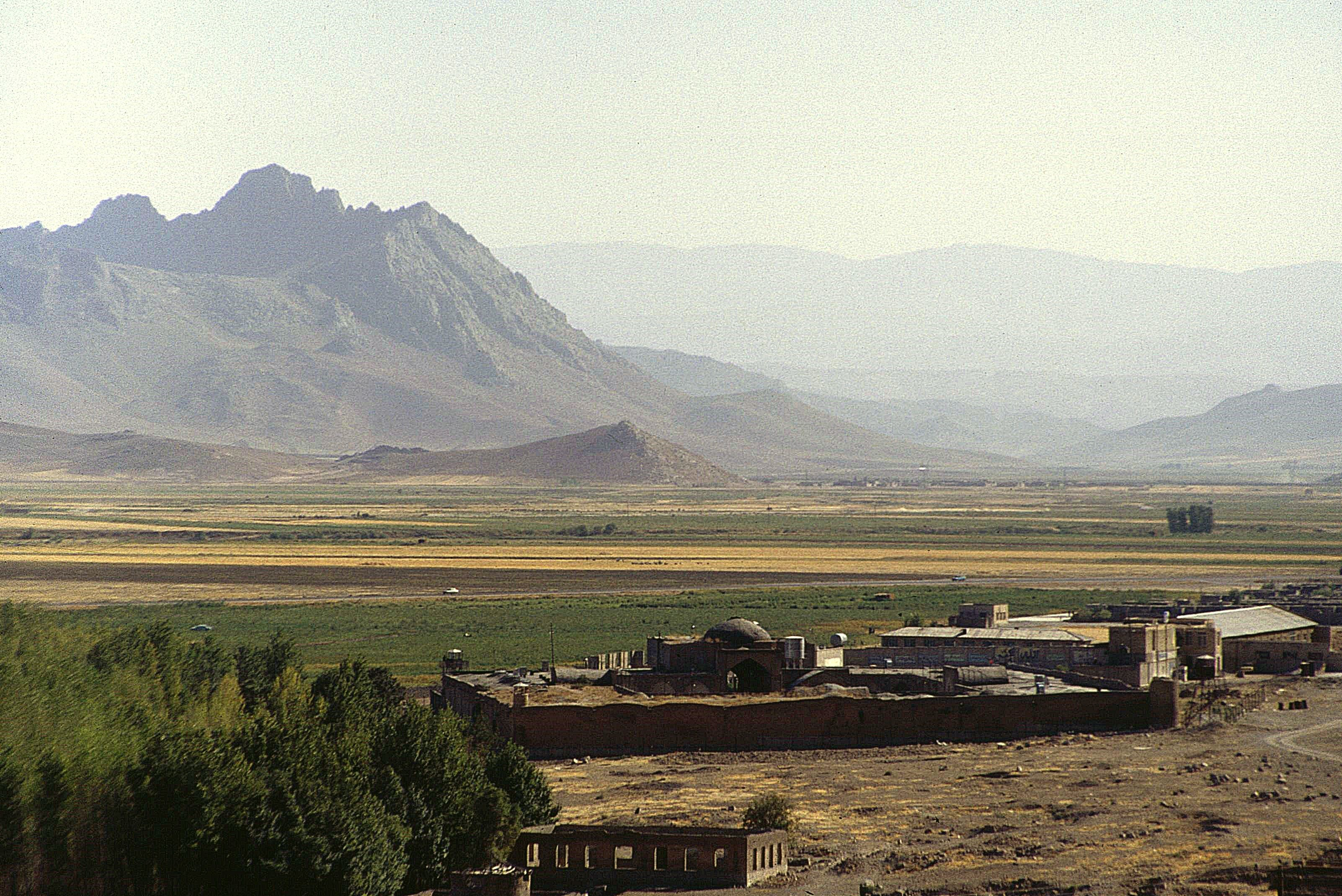
چشم‌انداز پیرامون بیستون و کاروانسرای بیستون

## پیشینه
کوه بیستون در کنارهٔ یک راه باستانی پر رفت‌وآمد قرار داشته و این راه، مسیر محل عبور کاروان‌ها همچنین نظامیان از شهرهای بابل و بغداد به سوی کوه‌های زاگرس و اکباتان بوده‌است. این خود از مهم‌ترین عوامل گیرایی این منطقه برای نمایاندن قدرت پادشاهان ایران بوده‌است.

## نامگذاری
نام بیستون از واژه بغستان به معنی جایگاه خدایان می‌آید. احتمالاً نام باستانی آن باگاستانا (بغستان) بوده‌است. بیستون در اصل و در آغاز «بغستان» نام داشته‌است؛ که از دو واژهٔ «بغ» به معنی خدا و «ستان» که پسوند مکان به معنی جایگاه و سرزمین است تشکیل شده‌است و روی هم به معنی «جایگاه خدایان» بوده‌است. (واژهٔ بغ به معنی خدا، امروز نیز در نام شهر بغداد هست که نامی فارسی و به معنی خداداد است)
نخستین اشاره به این جایگاه در کتاب دیودوروس سیکولوس بود که در آن بخشی از نوشته‌های کتزیاس یونانی دربارهٔ بیستون آورده شده‌است. در این اشاره سنگنبشته بیستون کنده شده به دست سمیرامیس ملکه اسطوره‌ای آشوری معرفی شده و بیستون را (Bagastanon oros) معرفی کرده‌است. در آن اشاره به بیستون آورده شده بود که کوه بیستون به اهورامزدا پیشکش شده‌است.
واژه بیستون در زبان پهلوی «بَهیستان» و سپس «بَهیستون» شد. این واژه در سده‌های نخست اسلامی «بهستون» که به معنای ستون نیکوست یا ستون بهتر است (از اتصال به/بهتر و ستون). لازم است ذکر شود که امروزه بیستون خوانده می‌شود. یادآوری می‌گردد شکل واژه‌ای که امروزه «بی ستون» به معنی «بدون ستون» گفته می‌شود، از گویش‌های محاوره‌ای بوده و فاقد اعتبار است.

## کوه بیستون
کوه بیستون یکی از کوه‌های کوهستان پرآو است که در نزدیکی شهر بیستون و ۳۲ کیلومتری شرقی شهر کرمانشاه جای گرفته‌است. دیواره بیستون که سنگ‌نبشته بیستون بر روی آن کنده‌کاری شده با بلندای ۱۲۰۰ متر و پهنه بیش از ۵۰۰۰ متر، از مهم‌ترین عوامل جذابیت این محوطه برای ساخت آثار تاریخی بوده‌است و مرتفع‌ترین دیواره ایران و پنجمین دیواره مرتفع جهان است

## سراب بیستون
سرآب بیستون در محوطه تاریخی و فرهنگی بیستون واقع شده و در تاریخ ۲۵ اسفند ۱۳۸۰ با شمارهٔ ثبت ۵۰۲۰ به‌عنوان یکی از آثار ملی ایران به ثبت رسیده‌است. سرآب بیستون ۶۶اُمین اثر طبیعی ملی است که توسط سازمان میراث فرهنگی در ۳ مرداد ۱۳۸۸ در فهرست میراث طبیعی ایران قرار گرفت.

## دوره پیشاتاریخی

### غار شکارچیان
غار شکارچیان (غار بیستون) یک غار متعلق به دوران پارینه‌سنگی است که در تاریخ ۱۹ اسفند ۱۳۸۰ با شمارهٔ ثبت ۴۸۸۹ به‌عنوان یکی از آثار ملی ایران به ثبت رسیده‌است. کاوش‌های غار شکارچیان (غار بیستون) در سال ۱۹۴۹ (۱۳۲۸) و در سفر اکتشافی باستان‌شناس و انسان‌شناس آمریکایی به نام کارلتن کوون به غرب زاگرس آغاز شد. یک زبان‌شناس بنام کامرون، کوون را همراهی می‌کرد. کوون پس از نخستین بازدید از غار، چند ماه بعد به مدت دو هفته به کاوش در این غار پرداخت که منجر به کشف هزاران ابزار سنگی مربوط به فرهنگ موستری و بقایای استخوان حیوانات شکار شده‌ای چون گوزن و اسب وحشی شد. این یافته‌ها احتمالاً بین ۷۰ تا ۴۰ هزار سال دیرینگی دارند.

### غار مرخرل
غار مرخرل مربوط به دوران پارینه‌سنگی میانی است که در تاریخ ۱۹ اسفند ۱۳۸۰ با شمارهٔ ثبت ۴۸۸۵ به‌عنوان یکی از آثار ملی ایران به ثبت رسیده‌است.

## دوره مادها

### نیایشگاه مادی
نیایشگاه مادی در محوطه تاریخی و فرهنگی بیستون جای گرفته‌است در تاریخ ۱۹ اسفند ۱۳۸۰ با شمارهٔ ثبت ۴۸۸۳ به‌عنوان یکی از آثار ملی ایران به ثبت رسیده‌است.

## دوره هخامنشیان

### سنگ‌نبشته بیستون
سنگ‌نبشته بیستون بزرگ‌ترین سنگ‌نبشته جهان، نخستین متن شناخته شدهٔ ایرانی و از آثار دودمان هخامنشیان (۵۲۰ پ. م) است که بر دامنه کوه بیستون کنده‌کاری شده‌است. سنگ‌نبشته بیستون یکی از مهم‌ترین و مشهورترین سندهای تاریخ جهان و مهم‌ترین متن تاریخی در زمان هخامنشیان است که شرح پیروزی داریوش بزرگ را بر گوماته مغ و به بند کشیدن یاغیان را نشان می‌دهد.
این اثر هم از سال ۲۰۰۶ یکی از آثار ثبت شدهٔ ایران در میراث جهانی یونسکو است.
نکته‌های اصلی کتیبه بیستون از این قرار است: معرفی داریوش از زبان خود او، دودمان هخامنشی، چگونگی اعاده پادشاهی به هخامنشیان، شیوه حکومت داریوش، مرگ کمبوجیه، طغیان گئوماتا و کشته شدن او در پاییز ۵۲۲ ق م، شورش و طغیان در بسیاری از سرزمینها و سرکوبی آن‌ها و اعاده نواحی بسیاری که از فرمانبرداری سر باز زده بودند، پیروزیهایی که در نوزده نبرد نصیب داریوش شده‌است و از جمله پیروزی مهم و دشوار بر سکاها، چگونگی استقرار آرامش و امنیت در امپراتوری پهناور، رد ادعاهای یاغیان ضدحکومت، هشدار نسبت به دروغگویی دفاع از راستی و راستگویی، دعای نیک در حق کشور و مردم، سپاسگزاری داریوش از یاریهای اهورامزدا در غلبه بر معارضان و بازگشتن صلح، اندرز به شاهان آینده و کسانی که کتیبه بیستون را می‌خوانند، نام کسانی که در غلبه بر گئوماتا از داریوش پشتیبانی کردند و اشاره به انتشار متن کتیبه در سراسر قلمرو هخامنشی به خط میخی و سه زبان پارسی باستان، بابلی و عیلامی.

## دوره سلوکیان

### پیکره هرکول
پیکره هرکول در کناره شاهراه باستانی در محوطه تاریخی بیستون از سنگ تراشیده شده‌است. این مجسمه در دوران سلوکی ساخته شده. این پیکره که بر سکویی به درازای ۲/۲۰ متر به پهلوی چپ به‌طور نیم خیز به آرنج تکیه نموده و در دست چپ پیاله‌ای دارد که تا نزدیک صورت نگهداشته‌است و نیز دست راستش بر روی پای راست قرار گرفته و پای چپ را تکیه‌گاه پای دیگر نموده‌است. درازای این پیکره ۱/۴۷ متر است که به‌طور برجسته از سنگ کوه تراشیده شده و از پشت به کوه پیوسته‌است.

## دوره اشکانیان

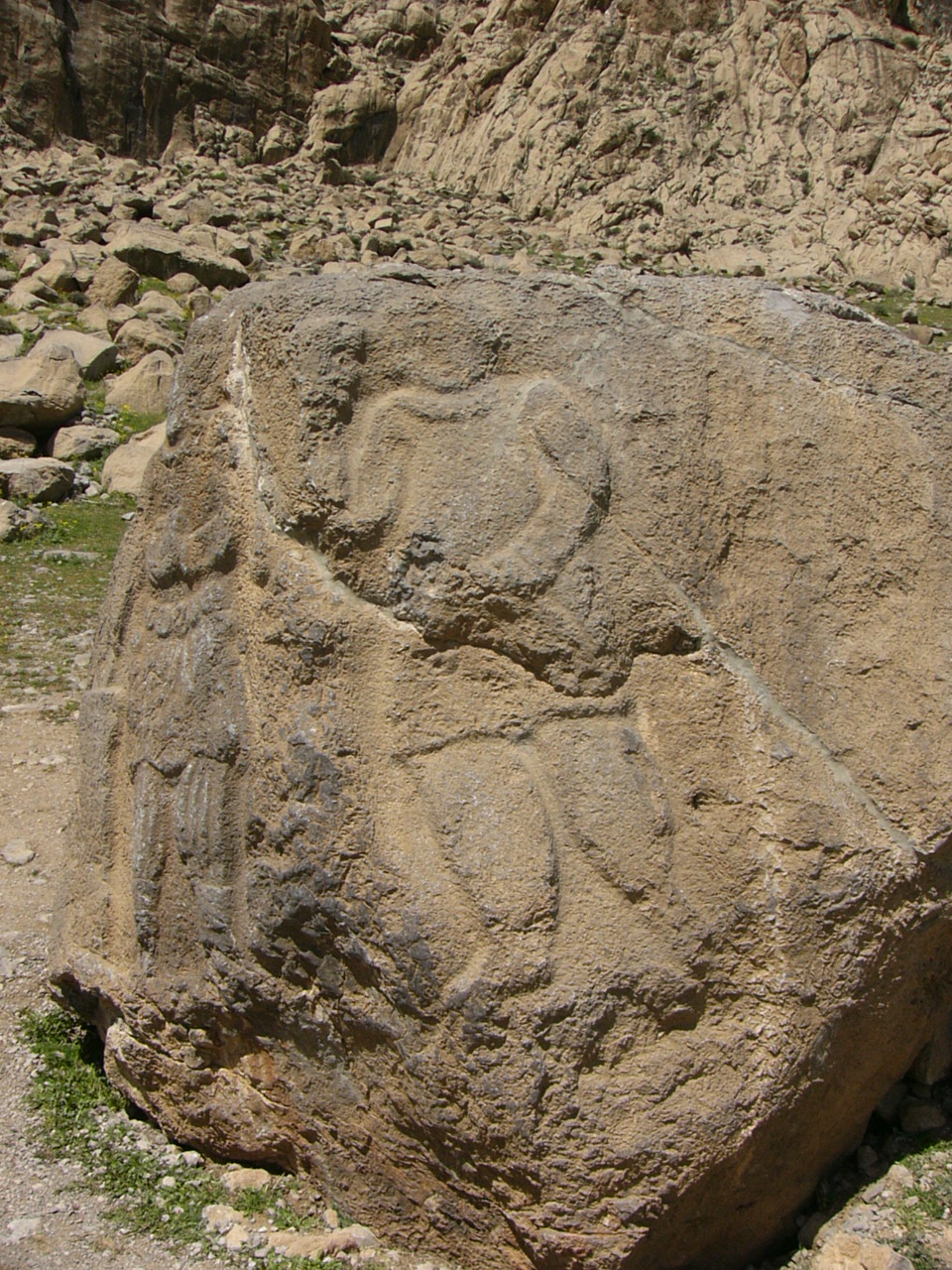
نقش برجسته بلاش

### سنگ بلاش
سنگ بلاا ش یا نقش برجسته بلاش مربوط به (دوره اشکانیان) است که در محوطه تاریخی و فرهنگی بیستون واقع شده و در تاریخ ۱۹ اسفند ۱۳۸۰ با شمارهٔ ثبت ۴۸۸۴ به ثبت آثار ملی ایران رسیده‌است.

### سنگ‌نگاره گودرز

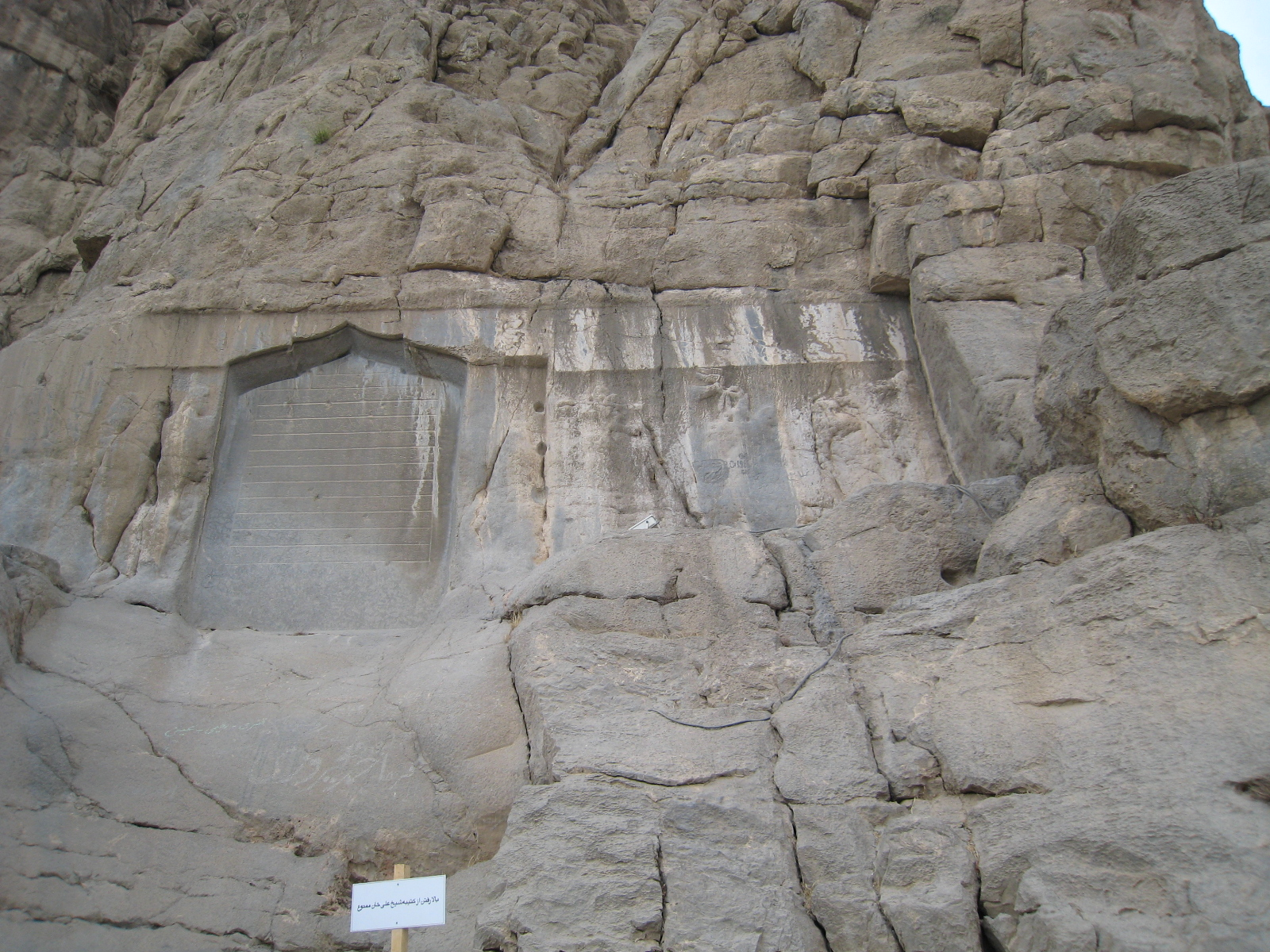
سنگ‌نگاره گودرز

سنگ‌نگاره گودرز یا نقش برجسته گودرز یا پیکره گودرز، نقش‌برجسته‌ای است که گودرز یکی از پادشاهان اشکانی بر دامنهٔ کوه بیستون از خود بر جای گذاشته‌است. در این اثر، پیکره گودرز به سیمای سواری زره پوش بر اسبی سواره شده و با نیزه بلند به سواری دیگر حمله کرده و او را از اسب واژگون کرده‌است. این نقش برجسته کنار نقش برجسته مهرداد دوم پادشاه دیگر اشکانی کنده شده‌است. یک کتیبه یونانی بالای این نقش برجسته این سوار زره پوش اشکانی را «گودرز پسر گیو» معرفی کرده‌است.
دیدگاه عمومی این است که گودرزی که اینجا معرفی شده همان گودرز دوم اشکانی است بر مهرداد یکی از رقیبانش و نیز بر کاسیوس سردار رومی پیروز شده بود. در بالای سر گودرز نقشی است که به عقیدهٔ یونانیان نیکه رب‌النوع پیروزی در فرهنگ یونان باستان است. اما دیدگاهی دیگر این گودرز را همان گودرز یکم می‌داند که در اواخر پادشاهی مهرداد دوم در بابل به نام خود سکه زده و در نقش برجسته مهرداد دوم در بیستون «شهربان شهربانان» خوانده شده‌است.
بخشی از این اثر توسط ساخت کتیبه شیخ علی خان زنگنه از بین رفته‌است.

### نقش مهرداد اشکانی
پیکره مهرداد دوم یا نقش میتریدات اشکانی یکی دیگر از پیکره‌های محوطه تاریخی بیستون است. این پیکره بر دیواره‌ای که روبه‌روی سنگنبشته داریوش بزرگ هخامنشی بوده و در پایین آن کنده شده‌است. در این پیکره‌تراشی، مهرداد دوم اشکانی (۸۷/۸۸–۱۲۳/۱۲۴ پیش از میلاد) ایستاده و در برابرش پنج تن از بزرگان اشکانی دیده می‌شوند. این بزرگان ایستاده و با دست راست پیشکشی را تا روبه‌روی چهره شان بالا آورده و به مهرداد نشان داده‌اند. خود مهرداد دوم نیز دست راست را در پاسخ به آنان بالا آورده‌است. یک سنگنبشته یونانی که بالای سر این پیکره‌ها دیده می‌شود که بزرگان اشکانی را به ترتیب از چپ به راست چنین شناسانده‌است: کوهزاد، مهراد، مهرداد رازدار، گودرز شهربان شهربانان، شاه شاهان بزرگ مهرداد.

## دوره ساسانیان

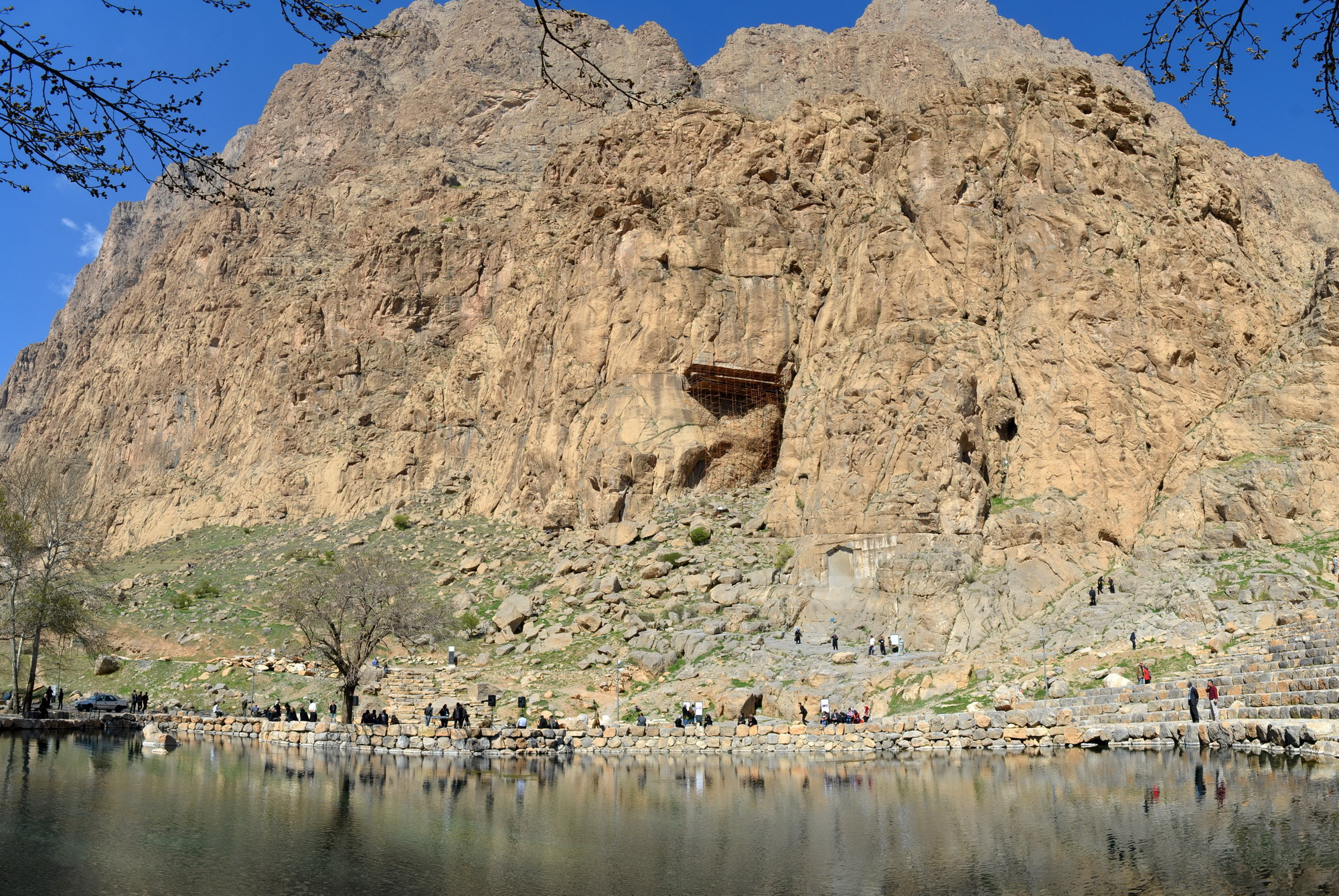
نمایی از بیستون و سراب بیستون

### کاخ بیستون
کاخ بیستون یک کاخ ویران شده ساسانی است که در محوطه تاریخی و فرهنگی بیستون قرار دارد. این کاخ ناتمام ساسانی از سال ۱۳۵۵ خورشیدی تا کنون به‌صورت پیاپی مورد کاوش باستان‌شناسی واقع شده است. تاکنون شش بار کاوش باستان‌شناسی انجام شده‌است. کاوشگران در این شش فصل حفاری به اطلاعات نسبتاً خوبی دست یافته‌اند. براساس اطلاعات به‌دست آمده، این منطقه در دوران ساسانی در حال تبدیل شدن به یک کاخ بود که به دلایلی، ناتمام باقی ماند و در دوره‌های بعد به کاروانسرا تبدیل شد که این کاروانسرا نیز بر اثر یک زلزله کاملاً ویران شد. بعدها در دورهٔ قاجار، روستایی روی آن ساخته شد. در نهایت نیز در سال ۱۳۵۴ خورشیدی حدود ۲۷۰ خانه‌ای که روی این محوطه تاریخی ساخته شده بود، تملک و عملیات کاوش آغاز شد.

### فرهاد تراش
فرهاد تراش، فرهاد تاش، فراتاش، فرای تاش اثری که در جهت غربی سنگ‌نبشته و نقش برجسته مشهور داریوش بزرگ بر سینه کوه بیستون دیواره‌ای سترگ به بلندای نزدیک به ۴۵ متر و پهنای حدود ۲۰۰ متر کنده‌کاری شده که مربوط به دوره ساسانیان است که با مرگ پادشاه نیمه کاره رها می‌شود. این اثر در تاریخ ۱۹ اسفند ۱۳۸۰ با شمارهٔ ثبت ۴۸۸۷ به‌عنوان یکی از آثار ملی ایران به ثبت رسیده‌است.
به تازگی و بر پایه گزارش‌های یونانی نظری مطرح شده است مبنی بر این که در محوطه فرهادتراش بیستون، یک نقش بزرگ همراه با یک کتیبه اکدی وجود داشته است که در آن پیکره الهه اینَنَّ، شماری نیزه‌دار و احتمالا یک پادشاه با ژست آنچه در نقش آنوبانی‌نی در سر پل ذهاب دیده می‌شود، حجاری شده بودند و این نقش در روزگار اواخر ساسانی و ایجاد فرهادتراش تخریب شده است. بر پایه این نظر، الگوی نقش داریوش بزرگ در بیستون، نه نقش آنوبانی‌نی در سر پل ذهاب، بلکه همین نقش در پای کوه بیستون بوده است.

### بنای ساسانی
بنای ساسانی مربوط به دوره ساسانیان است و در تاریخ ۱۹ اسفند ۱۳۸۰ با شمارهٔ ثبت ۴۸۸۰ به‌عنوان یکی از آثار ملی ایران به ثبت رسیده‌است.

### پل ساسانی (خسرو)
بقایای پل ساسانی (خسرو) که مربوط به دوره ساسانیان است در تاریخ ۱۹ اسفند ۱۳۸۰ با شمارهٔ ثبت ۴۸۹۰ به‌عنوان یکی از آثار ملی ایران به ثبت رسیده‌است.

## دوره ایلخانیان

### کاروانسرای ایلخانی
کاروانسرای ایلخانی بر روی ویرانه‌های کاخ ناتمام ساسانی ساخته شده بود. اما بعدها بر اثر یک زمین‌لرزه کاملاً ویران شد. بعدها در دورهٔ قاجار، روستایی روی آن ساخته شد.

## دوره صفویان

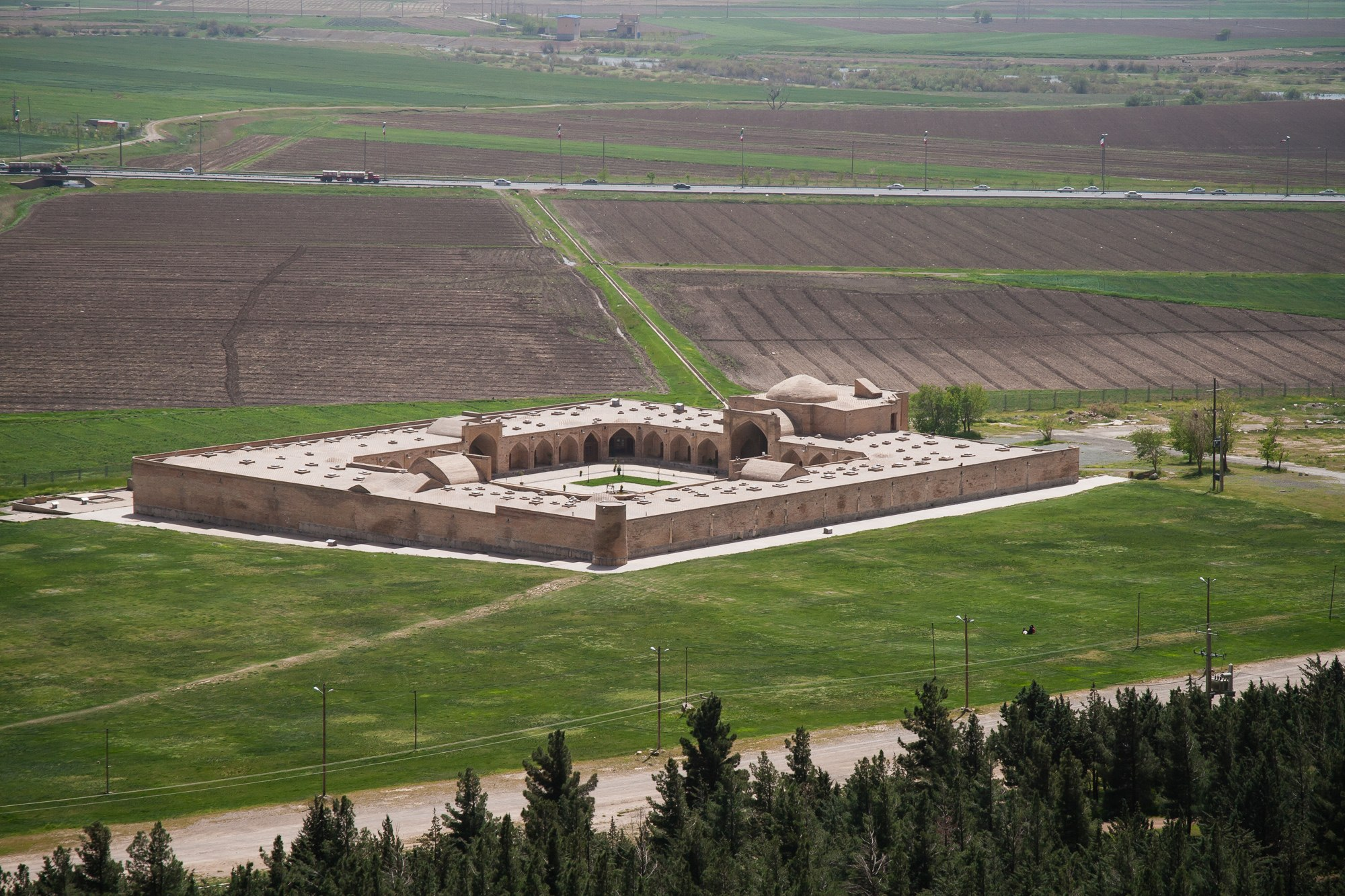
کاروانسرای شاه‌عباسی (بیستون)

### کاروانسرای شاه‌عباسی (بیستون)

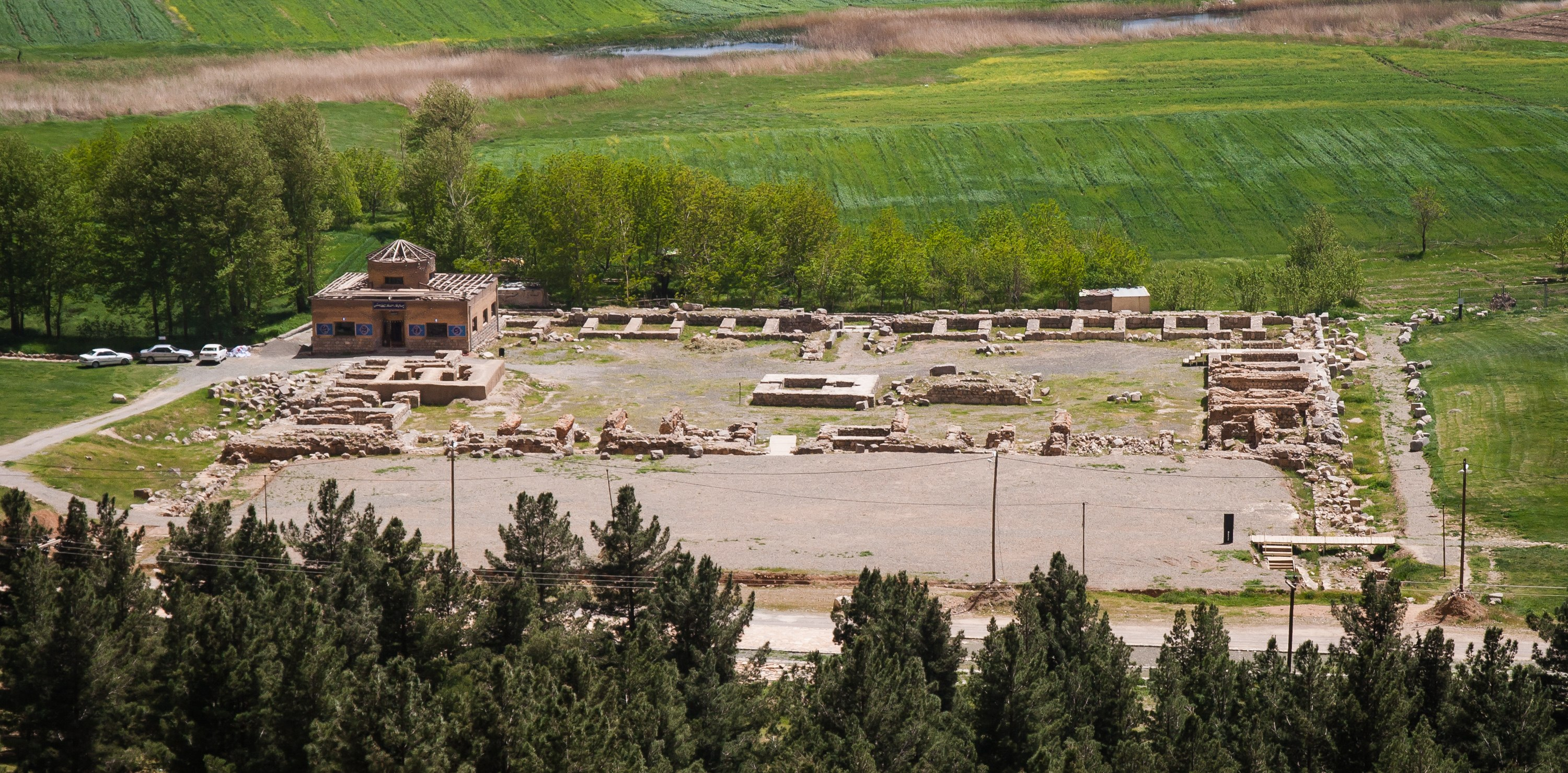
چشم‌اندازی از کاخ ساسانی بیستون

کاروانسرای شاه عباسی بیستون کاروانسرایی مربوط به دوره صفوی است که در تاریخ ۱۳ مرداد ۱۳۵۳ با شمارهٔ ثبت ۹۷۴ به‌عنوان یکی از آثار ملی ایران به ثبت رسیده‌است.

### کتیبه شیخ علی خان زنگنه

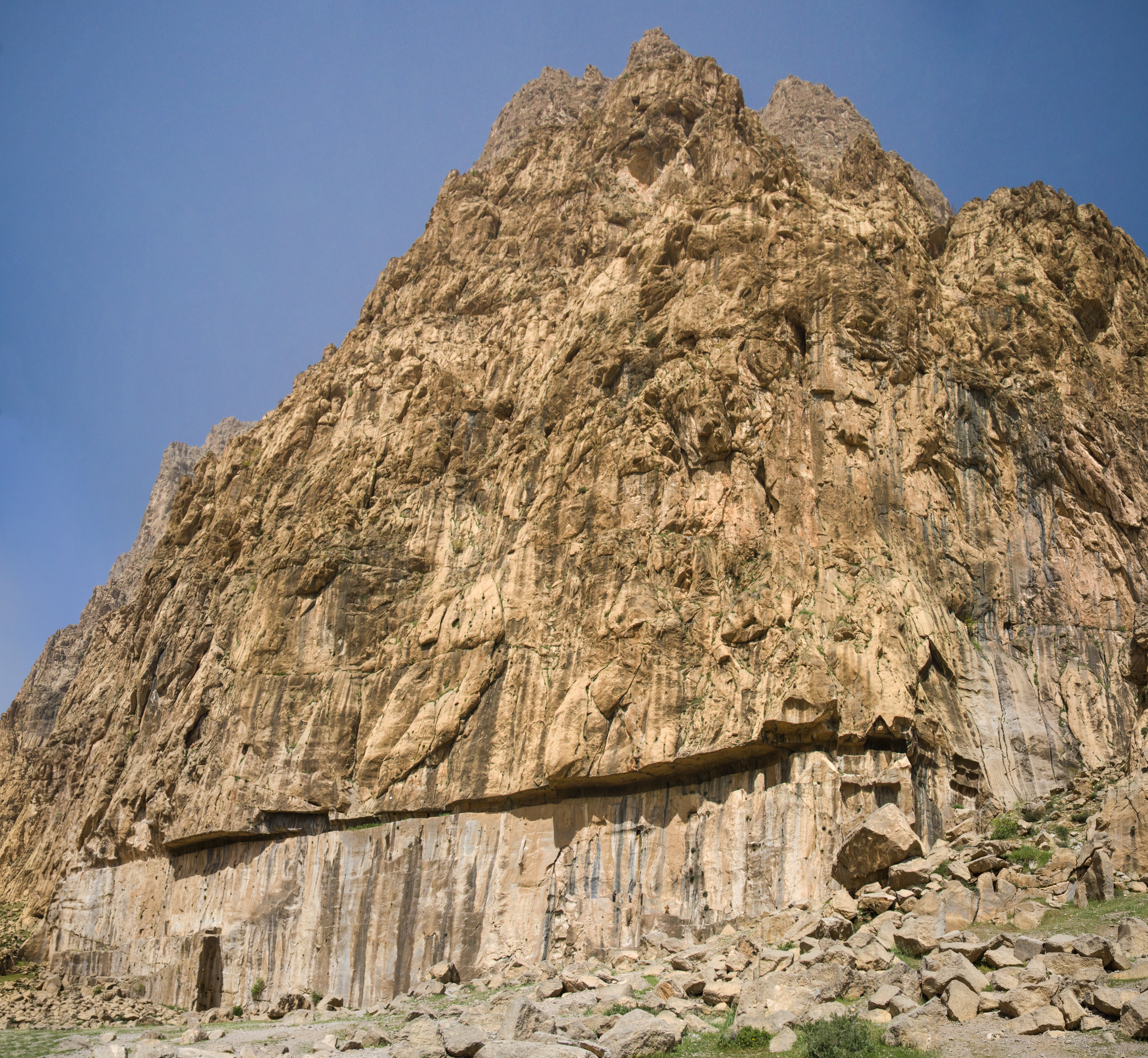
چشم‌اندازی از دیواره کوه و سنگتراشی‌های فرهاد تراش

کتیبه شیخ علی خان زنگنه سنگ‌نبشته‌ای است که توسط شیخعلی‌خان زنگنه وزیر شاه سلیمان صفوی ایجاد شده‌است. این سنگ‌نبشته بر روی بخش‌هایی از سنگ‌نگاره گودرز کنده‌کاری شده و باعث تخریب آن اثر شده‌است.

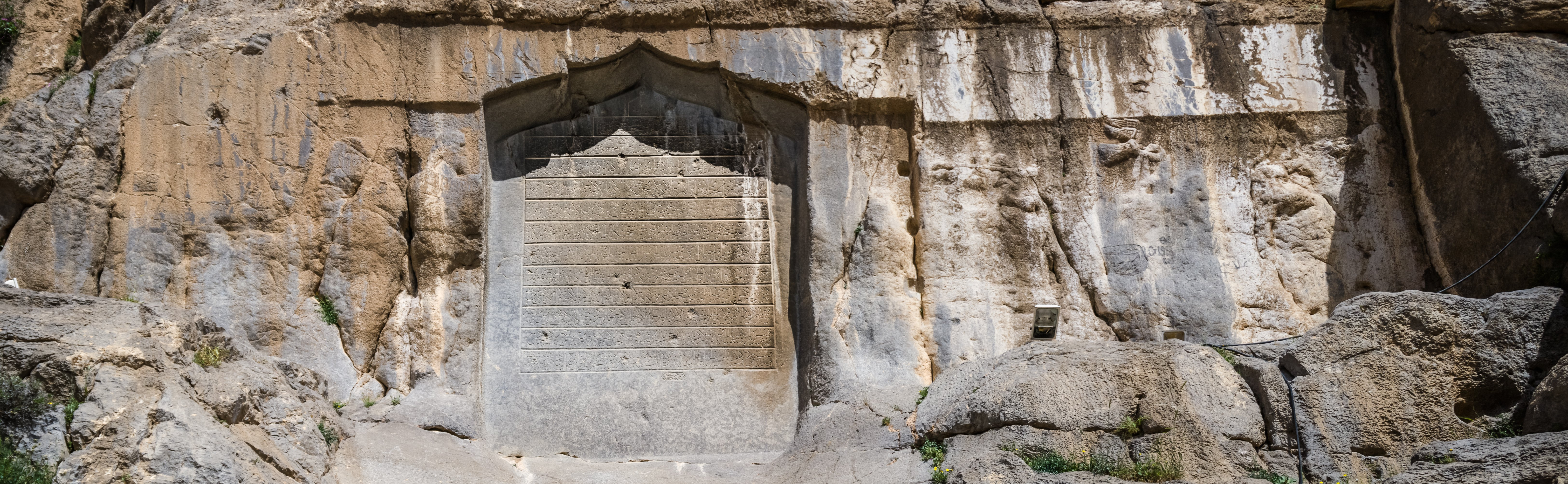
سنگ‌نبشته شیخ علی خان زنگنه بر روی سنگ‌نگاره گودرز

### پل بیستون (پل صفوی)

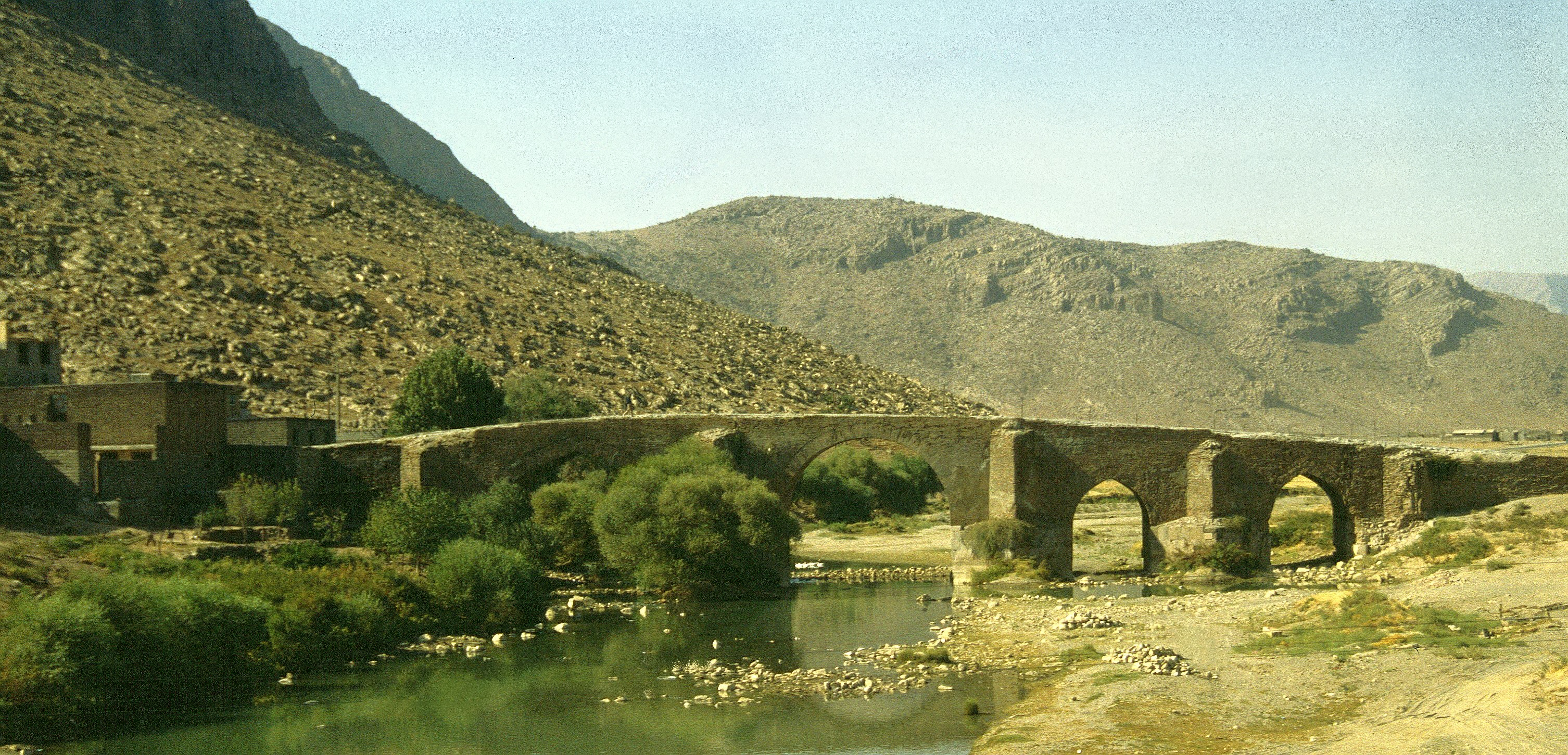
پل بیستون

پل بیستون که با نام‌های پل کهنه، پل شاه عباسی، پل صفوی، پل نادرآباد و پل دینورآب نیز شناخته می‌شود، پلی است مربوط به دوره صفوی که در بخش شرقی بیستون جای گرفته‌است و در تاریخ ۵ بهمن ۱۳۴۶ با شمارهٔ ثبت ۷۶۵ به‌عنوان یکی از آثار ملی ایران به ثبت رسیده‌است. شواهد و مدارک به جا مانده نشان می‌دهد که پایه‌های پل بیستون در اواخر دوره ساسانی ساخته شده ولی همانند بسیاری از دیگر سازه‌های ساسانی بیستون که ناتمام مانده‌است. در سده چهارم هجری فرمانروایان محلی حسنویه آن را تکمیل کردند که از آن تنها طاق‌های دهانه دوم و سوم و پشتبندهای مدور آن به جا مانده‌است. در دوره ایلخانی، دهانه پنجم پل به همراه پشتبندهای مثلثی بازسازی گردید. افزون بر این برای تأمین آجرهای دهانه پل، کوره‌های آجرپزی در شمال غربی آن ایجاد کرده‌اند. نمای پل در دوره صفوی و طاق چهارم در دوره پهلوی بازسازی گردید.

## دیگر آثار تاریخی و طبیعی
از دیگر آثار جای گرفته در این مجموعه تاریخی و فرهنگی یا در نزدیکی آن می‌توان به موارد زیر اشاره کرد:
- شیر سنگی بیستون
- بنای پارتی
- غار مر تاریک
- غار مر آفتاب
- غار مر دو در
- گوردخمه سرخ ده
- گوردخمه برناج (فرهاد کن)

## تحول خط در دوره‌های مختلف
در محوطهٔ تاریخی بیستون آثار متعددی از تحول خط و الفبا در دوره‌های مختلف تاریخی بر جای مانده‌است. در کتیبهٔ بیستون آثاری از سه گونه خط میخی یعنی خط میخی بابلی-اکدی، خط میخی عیلامی و خط میخی فارسی باستان بر جای مانده‌است. همچنین کتیبهٔ هفت سطری مجسمهٔ هرکول به الفبا و زبان یونانی حجاری شده‌است که در دوران سلوکیان رواج داشته‌است. همچنین در نقش برجسته مهرداد نیز آثاری از کتابت زبان پارتی با الفبای یونانی برجای مانده‌است که به اوایل اشکانیان مربوط می‌شود. الفبای پارتی که از اواسط دوران اشکانیان برای کتابت رایج شد در کتیبه‌های درون پایهٔ آتشدان نقش‌برجستهٔ بلاش و نیز نقش گودرز ثبت شده‌است. دو سطر متن با الفبای پهلوی ساسانی نیز در زیر کتیبهٔ بیستون در دوران ساسانی اضافه شده‌است. از دوران اسلامی و رواج الفبای عربی نیز وقفنامهٔ شیخ‌علیخان زنگنه و کتیبه‌های کاروانسرای بیستون در این محوطه برجای مانده‌است.

## نگارخانه

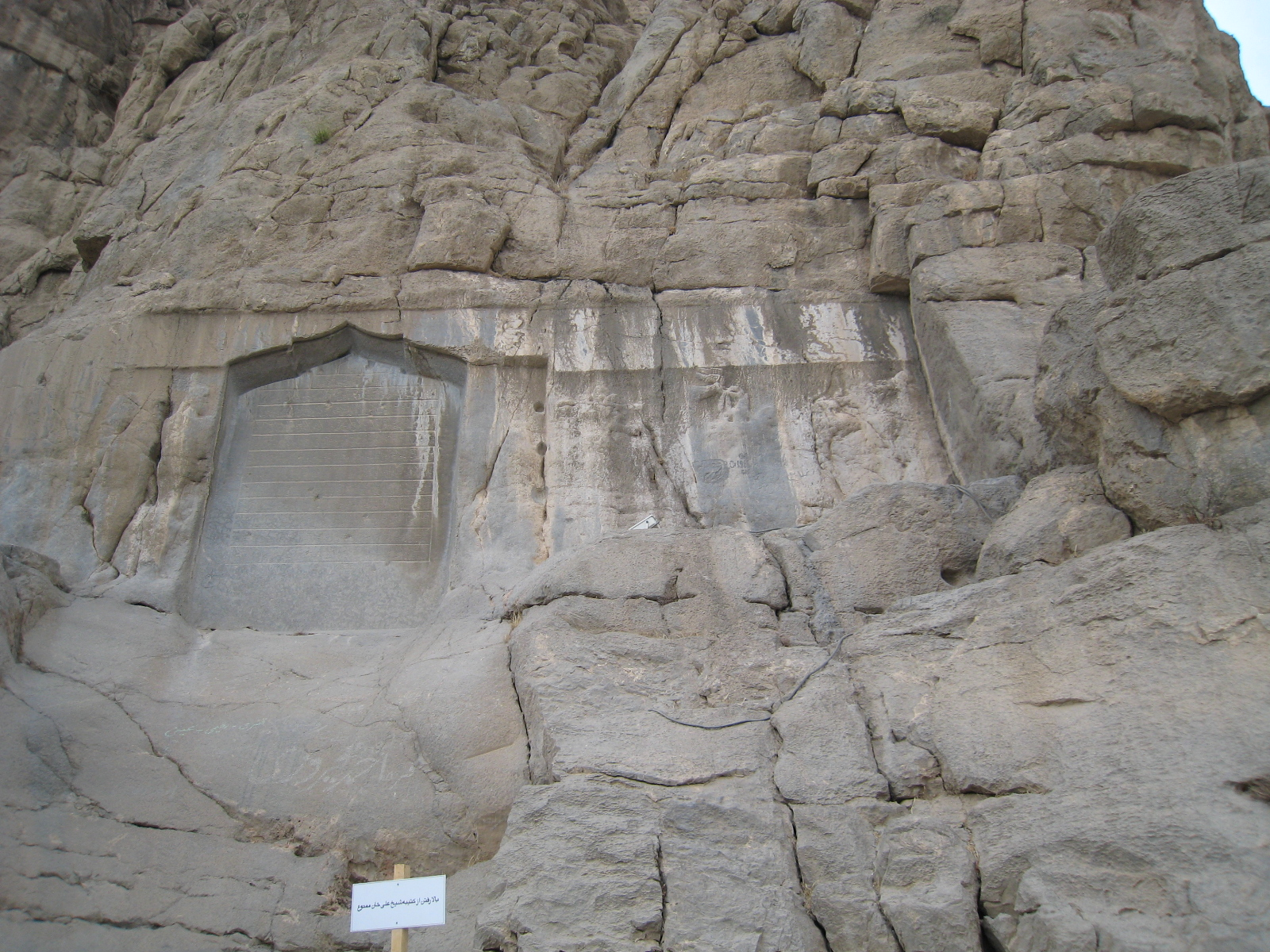
کتیبه گودرز